# RBC in het seizoen 1958/59
Het seizoen 1958/1959 was het vijfde jaar in het bestaan van de Roosendaalse betaaldvoetbalclub RBC. De club kwam uit in de Eerste divisie B en eindigde op de 13e plaats. Tevens deed de club mee aan het toernooi om de KNVB beker, hierin werd in de tweede ronde verloren van Hulst (3–4).

## Wedstrijdstatistieken

### Eerste divisie B
|       | Excelsior | GVAV  | Helmondia '55 | Heracles | Hermes DVS | HVC   | KFC   | RCH   | Rigtersbleek | Roda Sport | Sittardia | Stormvogels | Vitesse | De Volewijckers |
| ----- | --------- | ----- | ------------- | -------- | ---------- | ----- | ----- | ----- | ------------ | ---------- | --------- | ----------- | ------- | --------------- |
| Thuis | 1 – 0     | 0 – 4 | 3 – 1         | 0 – 2    | 2 – 1      | 1 – 1 | 3 – 4 | 1 – 2 | 2 – 2        | 3 – 1      | 0 – 1     | 0 – 4       | 4 – 3   | 6 – 0           |
| Uit   | 3 – 0     | 3 – 0 | 0 – 1         | 2 – 0    | 2 – 2      | 2 – 1 | 1 – 1 | 1 – 2 | 1 – 5        | 3 – 2      | 2 – 1     | 5 – 2       | 1 – 1   | 0 – 2           |

### KNVB beker
| 1e ronde                                                   | RBC                                                                                | 8 – 1 (5 – 0) | Cluzona                                       |
| 1 januari 1959 Plaats: Roosendaal De Luiten                | Piet Bruijninckx –', –', –', –' Piet Vergouwen –', –' Kees Vermunt –' Adri Roks –' |               | –' (e.d.) Kees Cools                          |
| 2e ronde                                                   | Hulst                                                                              | 4 – 3 (2 – 0) | RBC                                           |
| 8 februari 1959 Plaats: Hulst Gemeentelijk Sportpark Hulst | Sam Jansen 13' Rob Moens 35', 48', –'                                              |               | 52', 57' Kees Vermunt –' (e.d.) Henk de Gucht |

## Statistieken RBC 1958/1959

### Eindstand RBC in de Nederlandse Eerste divisie B 1958 / 1959
| Stand | Gespeeld | Gewonnen | Gelijk | Verloren | Punten | Doelpunten voor | Doelpunten tegen |
| ----- | -------- | -------- | ------ | -------- | ------ | --------------- | ---------------- |
| 13e   | 28       | 10       | 5      | 13       | 25     | 46              | 52               |

### Topscorers
| #                    | Naam              | Goal |
| -------------------- | ----------------- | ---- |
| 1.                   | Kees Vermunt      | 15   |
| 2.                   | Cees van Beers    | 9    |
| 3.                   | Adri Roks         | 7    |
| 4.                   | Dick de Boeff     | 5    |
| 5.                   | Piet Vergouwen    | 3    |
| 6.                   | Kees Cools        | 2    |
| 7.                   | René van den Boom | 1    |
| 7.                   | Piet Villevoye    | 1    |
| Onbekende doelpunten |                   |      |
| 1.                   | Onbekend          | 3    |
| Totaal               | Totaal            | 46   |

| #              | Naam                  | Goal |
| -------------- | --------------------- | ---- |
| 1.             | Piet Bruijninckx      | 4    |
| 2.             | Kees Vermunt          | 3    |
| 3.             | Piet Vergouwen        | 2    |
| 4.             | Adri Roks             | 1    |
| Eigen doelpunt |                       |      |
| 1.             | Henk de Gucht (Hulst) | 1    |
| Totaal         | Totaal                | 11   |